# Косей Наталія Василівна

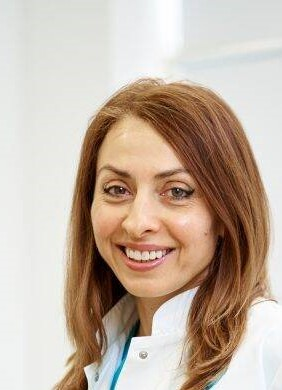
Наталія Косей

Косей Наталія Василівна — український лікар-гінеколог - ендокринолог, доктор медичних наук, професор. Лікар вищої категорії зі стажем роботи понад 30 років. Заслужений діяч науки і техніки України.

###### Освіта
- 1992 р. – закінчила Київський медичний інститут імені О.О. Богомольця за спеціальністю "лікувальна справа".
- 1992–1994 рр. – проходила клінічну ординатуру за спеціальністю "акушерство та гінекологія" в Інституті педіатрії, акушерства та гінекології (ПАГ) АМН України.
- Після завершення ординатури працювала лікарем у гінекологічному у відділенні 9-ї міської клінічної лікарні Києва.

Має додаткові спеціалізації: «Ультразвукова діагностика» та «Онкологія». В 2018 р. склала іспити та отримала міжнародні сертифікати спеціаліста з лапароскопії та гістероскопії (диплом ESGE). У березні 2024 р. — проходила тренінг у Міжнародному центрі ендоскопічної хірургії CICE «Все, що ви хочете знати про сучасне лапароскопічне лікування пролапсу тазового дна»,Clermont-Ferrand, Франція.

## Наукова та професійна діяльність
Наукову діяльність розпочала у 1997 році на посаді наукового співробітника відділення ендокринної гінекології при Інституті педіатрії, акушерства та гінекології НАМНУ. Захистила кандидатську дисертацію у 1997 році.
2004 р. – головний науковий співробітник відділення ендокринної гінекології Інституту педіатрії, акушерства і гінекології АМН України.
2005 р. – отримала вчене звання старшого наукового співробітника зі спеціальності «акушерство та гінекологія» (рішення ВАК України від 15.12.2005 р.).
2010 р. – захистила докторську дисертацію на тему "Лейоміома матки (клініка, патогенез, діагностика та лікування)".
2010 р. – дотепер: головний науковий співробітник відділення ендокринної гінекології, Інститут педіатрії, акушерства і гінекології НАМН України (з 01.08.2024 у зв’язку з реорганізацією перейменовано на ДУ «Всеукраїнський центр материнства та дитинства НАМН України»).
2018 р. – отримала вчене звання професора зі спеціальності «акушерство та гінекологія» (рішення Атестаційної колегії Міністерства освіти і науки України від 05.07.2018 р.).
У період організації з 2018 року — головна наукова співробітниця відділу репродуктивного здоров’я ДНУ «Центр інноваційних медичних технологій НАН України», з 2020 року й дотепер — завідувачка цього ж відділу.
У 2018–2020 роках — викладач кафедри акушерства, гінекології та перинатології Національної медичної академії післядипломної освіти імені П.Л. Шупика. У 2021–2022 роках викладала курси тематичного удосконалення для лікарів акушер-гінекологів та онкологів-мамологів у тій самій академії.
У 2010–2013 роках входила до складу Вченої ради ДУ «Інститут педіатрії, акушерства та гінекології НАМН України». З 2014 року є членом Спеціалізованої вченої ради Д 05.600.01 при Вінницькому національному медичному університеті ім. М.І. Пирогова. Членкиня Вченої ради ДНУ «Центр інноваційних медичних технологій НАН України». 
Автор 297 наукових публікацій, посібників та монографій, 31 патент. Під її керівництвом захищено 4 кандидатські дисертації, ще три – у процесі підготовки.
Відповідальний редактор науково-практичного медичного журналу "Репродуктивна ендокринологія", який з лютого 2019 індексується пошуковою базою  Scopus.
Член редакційної колегії, експертної ради наукового-практичного журналу «Актуальні проблеми клінічної та профілактичної медицини». 
З 2009 року — постійна доповідачка освітніх шкіл-семінарів для лікарів «Гармонія гормонів – основа здоров’я жінки», заснованих у межах Національної стратегії підтримки репродуктивного здоров’я жінки, з 2017 року постійна спікерка міждисциплінарного освітнього проекту «Health Hub» для лікарів, а також освітньої платформи для населення у інтернет-просторі «Health space»  З 2019 року — лекторка семінарів і тренінгів на платформі «SIM» (Школа інноваційної медицини), організованих ДНУ «Центр інноваційних медичних технологій НАН України». 

###### Бере активну участь у розробці галузевих стандартів охорони здоров’я, є членкинею мультидисциплінарної робочої групи МОЗ України з підготовки клінічних протоколів у сфері акушерства та гінекології:
- «Гіперплазія ендометрія» № 869 від 05.05.2021,
- «Менопаузальні порушення та інші розлади в перименопаузальному періоді» №1039 від 17.06.2022,
- «Ектопічна вагітність» №1730 від 24.09.2022,
- «Передменструальний синдром» №1218 від 13.07.2022
- «Аномальні вагінальні виділення» № 2264 від 15.12.2022[12],
- «Лейоміома матки» №147 від 25.01.2023[13],
- «Запальні захворювання органів малого таза» № 928 від 18.05.2023[14]

## Членство у наукових асоціаціях
- Асоціація гінекологів-ендокринологів України (голова Київського осередку). у 2018 році Асоціація увійшла до складу Міжнародного товариства гінекологічної ендокринології (ISGE). https://usge.com.ua/
- Асоціація акушерів-гінекологів України[15].
- Асоціація кольпоскопії і цервікальної патології України[16].
- Асоціація метаболічної медицини[17].

## Основні напрямки досліджень
- Гіперпроліферативна патологія матки, зокрема лейоміома матки.
- Поєднані гіперпроліферативні захворювання матки, молочної та щитовидної залоз.
- Інноваційні хірургічні технології в гінекології, зокрема органозберігаючі методики лікування міоми матки за допомогою лапароскопії, гістероскопії та емболізації маткових артерій.
- Дисгормональні порушення у жінок різного віку: синдром полікістозних яєчників, гіперандрогенія, аномальні маткові кровотечі, ендометріоз, клімактеричний синдром, синдром передчасного виснаження яєчників.

###### Внесок у клінічну практику
У рамках співпраці з установами Національної академії наук України, у партнерстві з Інститутом кібернетики, Наталією Косей у співавторстві було розроблено інтелектуальний медичний комунікатор з вбудованою експертною системою та прикладним програмним забезпеченням для оцінки адекватності менструального циклу.
Після початку пандемії COVID-19 та повномасштабного вторгнення РФ в Україну наукова та професійна діяльність проф. Косей набула додаткового акценту — дослідження впливу кризових факторів на репродуктивне здоров’я жінок, розробка методів профілактики та корекції їх наслідків.
Постійно підвищує якість надання медичної допомоги, проводячи внутрішні семінари та тренінги для лікарів. Є постійною запрошеною спікеркою на пленумах, конференціях та форумах з міжнародною участю, зокрема у заходах, організованих Асоціацією акушерів-гінекологів України, Національним медичним університетом імені О.О. Богомольця, Вінницьким національним медичним університетом імені М.І. Пирогова та іншими фаховими інституціями. Входить до складу організаційного комітету науково-практичних конференцій, які проводять ДУ «Всеукраїнський центр материнства та дитинства НАМН України» та Асоціація гінекологів-ендокринологів України. 